# Rixmoor
Das Rixmoor ist eine abflusslose Senke in einem bewaldeten Binnendünengebiet südlich von Dörverden im Landkreis Verden.
Das Gebiet liegt in der südlichen Teilfläche des aus zwei Teilflächen bestehenden Landschaftsschutzgebietes „Fledermauswälder südlich und östlich von Dörverden“ (Kennzeichen: LSG-VER 60) als Bestandteil des FFH-Gebietes „Mausohr-Habitate nördlich Nienburg“. Das Rixmoor ist als seggen- und binsenreiche Nasswiese ausgebildet und als solche ein gesetzlich geschütztes Biotop gemäß § 30 BNatSchG (Kennzeichen: GB-VER 3121/2040). Das Gebiet ist circa 1,3 Hektar groß.
Im Rixmoor siedeln unter anderem Fuchssegge, Spitzblütige Binse, Flatterbinse und Gewöhnlicher Gilbweiderich. Die Wiese wird extensiv als Mähwiese genutzt. Am Westrand der Senke befindet sich ein flaches Stillgewässer als Lebensraum für Amphibien und Libellen. Die Nasswiese ist von alten Eichen umgeben. Das Gebiet ist Jagdgebiet verschiedener Fledermausarten, darunter das Große Mausohr.